# Kap Astrup
Das Kap Astrup (französisch Cap Eivind Astrup) ist ein wuchtiges, dunkelfarbiges Kap, welches das nördliche Ende der Wiencke-Insel im Palmer-Archipel vor der Westküste der Antarktischen Halbinsel markiert. Es bildet die östliche Begrenzung der nördlichen Einfahrt von der Gerlache-Straße in den Neumayer-Kanal.
Entdeckt wurde es bei der Belgica-Expedition (1897–1899) unter der Leitung des belgischen Polarforschers Adrien de Gerlache de Gomery. Dieser benannte es nach dem norwegischen Polarforscher Eivind Astrup (1871–1895), Teilnehmer der Grönlandexpeditionen Robert Edwin Pearys von 1891 bis 1892 und von 1893 bis 1895.